# Cripto-anarchismo
Il cripto-anarchismo o cyber-anarchismo è un'ideologia politica focalizzata sulla protezione della privacy e della libertà politica e economica, i cui aderenti utilizzano software crittografici per la sicurezza e la riservatezza delle informazioni ricevute e inviate sulle reti di computer. Nel 1988, Timothy C. May nel suo "Crypto Anarchist Manifesto" introduce i principi base al cripto-anarchismo fra cui scambi crittografati che garantiscano il totale anonimato, la totale libertà di parola e di libero mercato.

## Terminologia
Il prefisso "cripto-" proviene dal greco antico κρυπτός kruptós, che significa "nascosto" o "segreto".

## Motivazioni
Un motivo per cui è nato il cripto-anarchismo è per difendersi dalla sorveglianza sulle comunicazioni fra le reti di computer. I cripto-anarchici cercano di proteggersi dalla sorveglianza di massa dei governi, come PRISM, ECHELON, Tempora, dalla conservazione dei dati delle telecomunicazioni, dalla controversa sorveglianza senza mandato della NSA, dalla stanza 641A, il FRA e così via. I cripto-anarchici considerano lo sviluppo e l'uso della crittografia l'arma più potente a loro disposizione contro questi problemi.
Del movimento del cripto-anarchismo, nato grazie a una newsletter nel 1992, facevano parte il sopracitato Timothy C. May, uno dei fondatori del movimento, Julian Assange, il fondatore di WikiLeaks, e Satoshi Nakamoto, il programmatore anonimo che ha ideato il progetto dei Bitcoin.

## Commercio anonimo

Materiale di marketing distribuito dalla comunità monero che promuove il cripto-anarchismo

Il Bitcoin è una valuta generata e protetta dalla tecnologia peer-to-peer che mantiene un registro comune di tutte le transazioni all'interno del sistema. Si dimostra ideale in un contesto cripto-anarchico, anche se negli ultimi anni molti hanno iniziato a preferire criptovalute alternative come il Monero, che garantisce una maggiore anonimità nelle transazioni e maggiore difficoltà di essere tracciati, o Ethereum, che si propone teoricamente di rispettare gli ideali della mutualità e della cooperazione economica in epoca digitale.
Adrian Chen, scrivendo per il New York Times, affermò che l'idea base dietro ai Bitcoin può essere fatta risalire al "The Crypto Anarchist Manifesto". Silk Road fu uno dei primi esempi di mercati illegali per il traffico di droga dove il Bitcoin era l'unica valuta accettata. Mentre Assassination Market fu un mercato su Tor gestito da un cripto-anarchico che andava sotto lo pseudonimo di Kuwabatake Sanjuro.
Ne The Cyphernomicon, Timothy C. May suggerisce che il cripto-anarchismo si qualifica come forma di anarcocapitalismo.
Un'altra frase nella stesso scritto definisce il cripto-anarchismo sotto il titolo di "What is Crypto Anarchy?" (it: Che cos'è il Cripto Anarchismo?). May scrisse: